# بيح (يريم)

تعديل مصدري - تعديل

بيح هي إحدى قرى عزلة ارياب بمديرية يريم التابعة لمحافظة إب، بلغ تعداد سكانها 294 نسمة حسب تعداد اليمن لعام 2004.